# Matheus Frizzo
Matheus Henrique Frizzo (Guarulhos, 24 aprile 1998) è un calciatore brasiliano, centrocampista del Grêmio Novorizontino in prestito dal Tombense.

## Carriera
Cresciuto nel settore giovanile del Corinthians, Matheus Frizzo è stato svincolato nel 2014 dopo la pubblicazione di un tweet di apprezzamento nei confronti del ritorno di Kaká al San Paolo. Subito dopo è stato ingaggiato proprio dal Tricolor. Il 28 febbraio 2018 è stato acquistato dal Grêmio.
L'8 dicembre 2019 ha esordito nel professionismo giocando da titolare l'ultimo incontro di Série A 2019 contro il Goiás. Nel luglio 2020 è stato prestato all'Atl. Goianiense. A fine ottobre ha lasciato il club Goiano dopo sole 4 partite e si è unito con la stessa formula al Vitória, dove è stato impiegato con maggior frequenza.
Il 9 marzo 2021 è passato in prestito al Botafogo, appena retrocesso in Série B. Con i bianconeri ha realizzato la sua prima rete da professionista, in Coppa del Brasile contro il Moto Club. Al termine della stagione ha vinto il campionato e centrato la promozione.
Nel 2022 è tornato brevemente al Grêmio dove ha disputato un incontro nel Campionato Gaúcho prima di essere messo fuori rosa dal tecnico Roger Machado per motivi disciplinari. Il 29 giugno dello stesso anno è stato ceduto a titolo definitivo al Tombense.

## Statistiche

### Presenze e reti nei club
Statistiche aggiornate al 15 ottobre 2023.
| Stagione        | Squadra         | Campionato      | Campionato | Campionato | Coppe nazionali | Coppe nazionali | Coppe nazionali | Coppe continentali | Coppe continentali | Coppe continentali | Altre coppe | Altre coppe | Altre coppe | Totale | Totale | Totale |
| Stagione        | Squadra         | Comp            | Pres       | Reti       | Comp            | Pres            | Reti            | Comp               | Pres               | Reti               | Comp        | Pres        | Reti        | Pres   | Reti   |        |
| --------------- | --------------- | --------------- | ---------- | ---------- | --------------- | --------------- | --------------- | ------------------ | ------------------ | ------------------ | ----------- | ----------- | ----------- | ------ | ------ | ------ |
| 2016            | San Paolo       |                 | -          | -          |                 | -               | -               |                    | -                  | -                  | CP          | 13          | 1           | 13     | 1      |        |
| 2017            | San Paolo B     |                 | -          | -          |                 | -               | -               |                    | -                  | -                  | CP          | 7           | 0           | 7      | 0      |        |
| 2019            | Grêmio          | PD/RS+A         | 0+1        | 0          | CB              | 0               | 0               |                    | -                  | -                  |             | -           | -           | 1      | 0      |        |
| 2020            | Grêmio          | PD/RS           | 0          | 0          |                 | -               | -               |                    | -                  | -                  |             | -           | -           | 0      | 0      |        |
| 2020            | Atl. Goianiense | A               | 4          | 0          | CB              | 1               | 0               |                    | -                  | -                  |             | -           | -           | 5      | 0      |        |
| 2020            | Vitória         | B               | 17         | 0          | CB              | 0               | 0               |                    | -                  | -                  |             | -           | -           | 17     | 0      |        |
| 2021            | Botafogo        | A/RJ+B          | 12+19      | 0          | CB              | 2               | 1               |                    | -                  | -                  |             | -           | -           | 33     | 1      |        |
| 2022            | Grêmio          | PD/RS+B         | 1+0        | 0          | CB              | 0               | 0               |                    | -                  | -                  |             | -           | -           | 1      | 0      |        |
| Totale Grêmio   | Totale Grêmio   | Totale Grêmio   | 2          | 0          |                 | 0               | 0               |                    | -                  | -                  |             | -           | -           | 2      | 0      |        |
| 2022            | Tombense        | B               | 12         | 1          | CB              | 0               | 0               |                    | -                  | -                  |             | -           | -           | 12     | 1      |        |
| 2023            | Tombense        | M1/MG+B         | 12+28      | 2+3        | CB              | 4               | 1               |                    | -                  | -                  |             | -           | -           | 44     | 6      |        |
| Totale Tombense | Totale Tombense | Totale Tombense | 52         | 5          |                 | 4               | 1               |                    | -                  | -                  |             | -           | -           | 56     | 6      |        |
| Totale carriera | Totale carriera | Totale carriera | 106        | 6          |                 | 7               | 2               |                    | -                  | -                  |             | 20          | 1           | 133    | 9      |        |

## Palmarès

### Club

#### Competizioni nazionali
- Campeonato Brasileiro Série B: 1

Botafogo: 2021

#### Competizioni statali
- Campionato Gaúcho: 1

Grêmio: 2022